# نعمان ثابت بن عبد اللطيف
نعمان ثابت ( 1323 - 1356 هـ / 1905 - 1937 م ) هو ضابط وأديب، من أهل بغداد.
هو نعمان ثابت بن عبد الطيف. تخرج من الكلية العسكرية سنة 1927 م. توفي في حادث طائرة عسكرية عراقية قامت للاستطلاع في قضاء السماوة.

## آثاره
من آثاره:
- «الجندية في الدولة العباسية» - مطبعة أسعد - بغداد 1956 م.
- ديوان: «شقائق النعمان» - مطبعة بغداد 1938 م (اعتنى به ووضع تعاليقه وحواشيه الشاعران: عبد الستار القرغولي، وإبراهيم أدهم الزهاوي).
- «جواسيس الجبهة أو ذكريات ضابط استخبارات ألماني».
- «اليزيديون» في مجلدان.
- رسالة في الشطرنج.
- «مصرع المتوكل»، رواية تاريخية تمثيلية.[3]